# ジェームズ・ブライス
初代ブライス子爵ジェームズ・ブライス（英: James Bryce, 1st Viscount Bryce、OM、GCVO、PC、FRS、FBA 1838年5月10日 - 1922年1月22日）は、イギリスの法学者・歴史学者・政治家。

## 生涯
アイルランドのベルファストに生まれ、グラスゴーで教育を受ける。オックスフォード大学に進み、ハイデルベルク大学に留学中、中世文学・ドイツ史に関する資料を蒐集し、アーノルド懸賞論文として『神聖ローマ帝国』（英: The Holy Empire、1864年）を提出・出版。たちまち版を重ねて、ドイツ語・イタリア語・フランス語・ポルトガル語の諸国語に翻訳され、史家としての名声を確立した。オックスフォード大学ローマ法欽定講座担任教授となり、1870年から1893年まで務める。1894年には英国学士院の会員。1914年に叙爵され、第1代ブライス子爵となる。
自由党議員として1880年にタワーハムレッツ区から選出されて庶民院に入り、第3次グラッドストン内閣では外務次官（1886年）、1892年から1894年の第4次グラッドストン内閣ではランカスター公領大臣、1894年から1895年のローズベリー内閣では商務院総裁、キャンベル＝バナマン内閣ではアイルランド事務相、ついで1907年から1913年には駐米イギリス大使となる。アメリカ合衆国へは3度ほど渡りその旅行の成果としては『アメリカ共和国』（英: American Comonwealth、1888年）がある。「ニューヨーク・タイムズ」紙は、「かつて一英国人、否イギリスによって与えられた、もっとも意義深く感謝に値する贈り物」と評し、「ニューヨーク・トリビューン」紙はアメリカ人が自国の政治組織を知る上で最良の教科書として推薦した。
ブライスは非常な旅行家で、また1876年にはアララト山に登頂し、1899年から1901年には英国山岳会の会長であった。中央カフカースについての著書もある。1897年に南アフリカ共和国についての印象記を公表し、それはボーア戦争を論議していた自由党のサークルに重視された。
1913年に公職を退いたあとも、日本・オーストラリア・ニュージーランドを歴訪し、第一次世界大戦勃発後に「ドイツのベルギーにおける暴力調査委員会」に挙げられ、1915年に発表されたその報告は、ブライスの名声と相まって、アメリカの参戦に影響を与えたという。しかしこの「ブライス報告」は、イギリス政府が仕掛けたプロパガンダであり、第一次世界大戦後の検証の結果、報告されたようなドイツ兵による残虐な行為の証拠は見つからなかった。国際的に著名で信頼のある学者によるプロパガンダは大きな効果を発揮し、アメリカでドイツ兵による残虐な行為の有無を疑っていた人さえも、ブライスの名を聞いて信じてしまったほどであった。その多忙な晩年に執筆・公刊された『近代民主政治』（英: Modern democracies、1921年）について、「ロンドン・タイムズ」紙は「82歳の高齢でたゆまぬ研究と旅行の結果として1200ページもの大著を出した事例が他にあるだろうか」と称えた。
日本でも早くからブライスの著作は紹介され、『平民政治』（1890年、明治23年）、『神聖羅馬帝国』（1924年、大正13年）、『近代民主政治』（1928年、昭和3年）と主著が翻訳・出版されている。
「地方自治は民主主義の最良学校であり、その成功の最良の保証人である」という箴言を残している。